# Los Nikis
Los Nikis son un grupo musical español nacido en los años 80. Apareció para dar a la movida madrileña una vuelta de tuerca al estilo de Ramones, con canciones de letras divertidas y estilo pop punk guitarrero como El Imperio contraataca, La naranja no es mecánica, Enrique el ultrasur y Por el interés te quiero, Andrés. Su primer concierto, en mayo de 1980, lo dieron como teloneros de Nacha Pop en el Instituto Santamarca, de la calle Puerto Rico de Madrid. Lo cuenta Joaquín Rodríguez en el documental «De un tiempo libre a esta parte», de Beatriz Alonso Aranzábal (2015).
Dejaron el grupo a principios de los años 90, para dedicarse cada uno a sus respectivas carreras profesionales, volviendo a publicar un disco en edición limitada a finales de la década de los 90 titulado Más de lo mismo.
El único niki que retomó la carrera musical fue Joaquín Rodríguez, fundando el grupo Los Acusicas junto a Mauro Canut (Los Vegetales), contando para su primer disco Ha sido éste con las colaboraciones de Emilio Niki y Nacho Canut (Fangoria).
Tras su disolución, una gran cantidad de grupos en España se declaran herederos de su estilo pop punk desenfadado, como Airbag o Depressing Claim.
En 2019 publicaron un EP llamado "Menos de lo mismo".
Pero en 2024, los nikis Arturo Pérez, Rafa Cabello y Joaquín Rodríguez, junto con Mauro Canut (Los Vegetales, Intronautas y Los Acusicas) y Nacho Biosca (Ataque de Caspa) forman Los Nikis de la Pradera. Entre los cinco suman unos 300 años de edad. Los discípulos de los Ramones toda su vida, ahora se han pasado al country y han jubilado su pedal de distorsión. En mayo del mismo año lanzan su primer álbum, con el mismo nombre que la banda actual y que contiene quince temas, "Los Nikis de la Pradera". 

## Componentes
- Batería: Rafa Cabello, "Juanito" (Johnny Canut), Daniel Parra y Santi de la Quintana.
- Bajo: Joaquín Rodríguez.
- Guitarras: Arturo Pérez.
- Voz: Emilio Sancho.

## Discografía

### Álbumes
- 1986: Marines a pleno sol (DRO - Tres Cipreses, 3C 137).
- 1987: Submarines a pleno sol (DRO - Tres Cipreses, 3C 180).
- 1989: La hormigonera asesina (DRO - Tres Cipreses, 3C 234).
- 1998: Más de lo mismo (Autoeditado).

### EP
- 1981: La amenaza amarilla (Tic Tac TTS-3RC, 11/81; reed. Discos Lollipop 002). Incluye las canciones: «La amenaza amarilla», «Medicina nuclear», «Ernesto» y «Negocios sucios».
- 1982: Sangre en el Museo de Cera (Tic Tac TTS-4LN, reeditado por Lollipop 003 ese mismo año). Incluye: «Venganza», «Pasión por los decibelios», «Sangre en el Museo de Cera» y «Gamma globulina»
- 1985: Olaf el Vikingo (Tres Cipreses-DRO, 3C-125). Incluye: «Mi chica se ha ido a Katmandú», «Silvia Sobrini», «Olaf el Vikingo» y «Saturno es aburrido».
- 2019: Menos de lo mismo Vol. I (Sonido Muchacho, SM054). Incluye: «Me confunden con un hipster», «Donde dije digo, digo Diego», «La madre de Jimena» y «Vivo sin vivir en mí».

### Sencillos
- 1985: El Imperio contraataca / Navidades en Siberia
- 1985: Olaf el Vikingo / Silvia Sobrini
- 1986: 10 años en Sing Sing / Los niños del Brasil
- 1986: La naranja no es mecánica / La puerta verde
- 1987: Brutus / Algete arde
- 1987: Maldito cumpleaños / La chica indigerible
- 1989: La hormigonera asesina / Agradecido
- 1989: Por el interés te quiero, Andrés / Por el interés te quiero, Andrés
- 1989: La fiesta medieval / La inútil persecución de Morgan
- 1989: No vuelvo a ir a Benidorm / Voy a Benidorm
- 1990: Yes, I do / Enrique el ultrasur

### Recopilatorios
- 1988: Los Nikis (Lollipop)
- 1995: Mi chica se ha ido a Benidorm (Tres Cipreses)
- 2001: Los Nikis 1981-1989 (DRO)
- 2015: Los Nikis (Lemuria Records)
- 2019: Los Nikis contraatacan (Warner Music)

### Tributos
- 2002: Salvaje pasión (Brutus Discos)
- 2004: Diez años en Sing Sing (Música para Top)
- 2022: Salvaje pasión (Carolina Durante)